# Фофана, Весле
Весле́ Тиджа́н Фофана́ (фр. Wesley Tidjan Fofana; родился 17 декабря 2000, Марсель) — французский футболист, центральный защитник английского клуба «Челси» и сборной Франции.

## Клубная карьера
Выступал за молодёжные команды «Репо Витроль», «Бассен Минье», «Пен Мирабо», «Бель Эр». В 2015 году стал игроком футбольной академии «Сент-Этьена». 15 мая 2018 года подписал с клубом свой первый профессиональный контракт. 18 мая 2019 года дебютировал в основном составе «Сент-Этьена» в матче французской Лиги 1 против «Ниццы». 4 декабря 2019 года забил свой первый гол за «Сент-Этьен», и вновь в матче против «Ниццы».
2 октября 2020 года перешёл в английский клуб «Лестер Сити». Сумма трансфера составила 36,5 млн фунтов (40 млн евро).
31 августа 2022 года перешёл в «Челси» за 75 млн фунтов, подписав с лондонским клубом семилетний контракт.

## Карьера в сборной
В 2020 году дебютировал в составе сборной Франции до 21 года.

## Достижения
«Лестер Сити»
- Обладатель Кубка Англии: 2020/21

«Челси»
- Победитель Лиги конференций УЕФА: 2024/25

## Личная жизнь
Фофана родился во Франции в семье выходцев из Мали.